# Rio Elru
Rio Elru är ett vattendrag i Brasilien.   Det ligger i delstaten Amazonas, i den västra delen av landet, 2 600 km väster om huvudstaden Brasília.
I omgivningarna runt Rio Elru växer i huvudsak städsegrön lövskog. Trakten runt Rio Elru är nära nog obefolkad, med mindre än två invånare per kvadratkilometer.